# جيمس دبليو. هال
جيمس دبليو. هال (بالإنجليزية: James W. Hall)‏‏ (4 يوليو 1947 في هوبكينزفيل - ) كاتب، وكاتب جريمة، وأستاذ جامعي، وروائي، وشاعر، وكاتب قصص قصيرة من الولايات المتحدة.

## الجوائز
- جائزة إدغار
- Shamus Award [الإنجليزية]‏